# Kampo

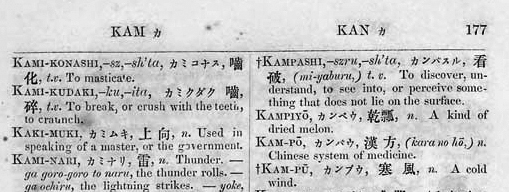
Einer der ältesten Belege für das Wort Kampō (James Curtis Hepburn: A Japanese and English Dictionary; with an English and Japanese Index. London: Trübner & Co., 1867, p. 177.)

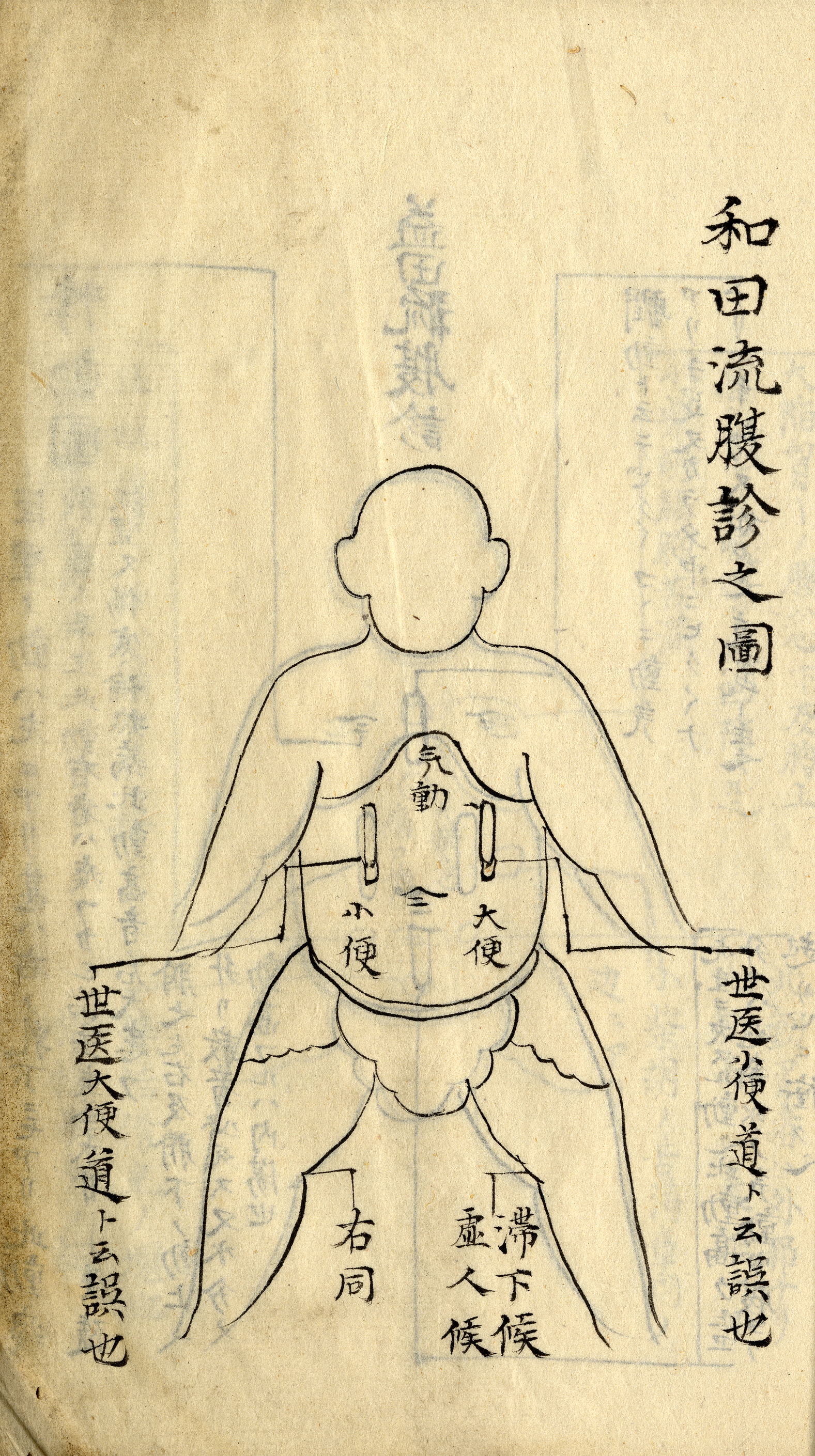
Bauchdeckenpalpation im Stile Wadas (Handschrift von Genshinkan, 1733–1815)

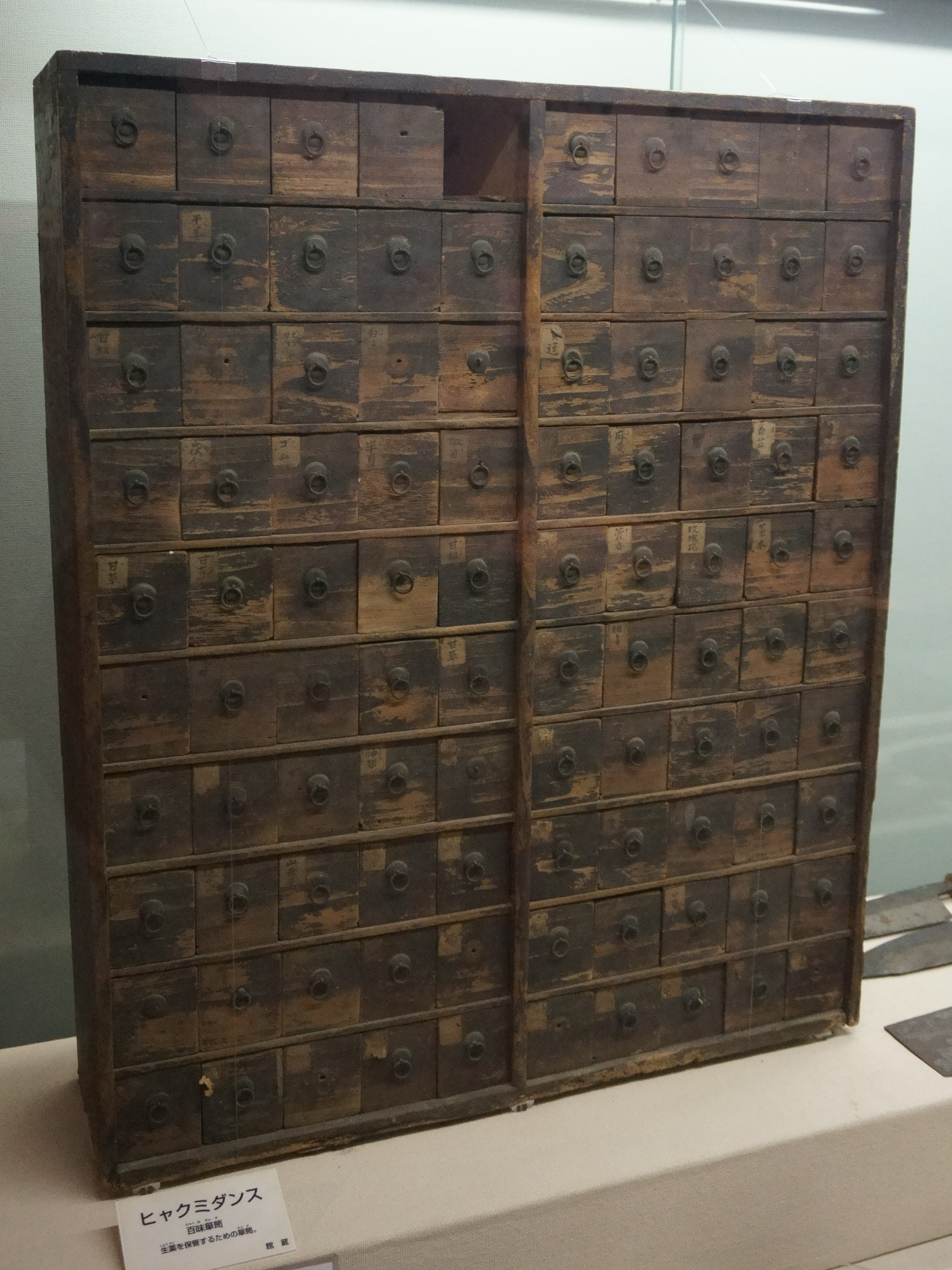
Traditioneller Arzneimittelschrank aus der Edo-Zeit (Präfekturmuseum Saga)

Kampō (jap. 漢方, nach Hepburn auch als Kanpō transliteriert) ist der japanische Name für eine Pflanzenheilkunde (Phytotherapie), die ihre Wurzeln in der Traditionellen Chinesischen Medizin hat, sich aber unter den spezifischen Bedingungen der Traditionellen Japanischen Medizin im Laufe der Neuzeit als eigenständige japanische Richtung herausbildete. Die Bezeichnung Kampō kam in Japan erst auf, als es galt, eine Grenzlinie gegen die ins Land drängende westliche Medizin zu ziehen. Im Hintergrund stehen als „Paten“ die edozeitlichen Termini Kangaku (漢学, Chinakunde), Rangaku (蘭学, Hollandkunde) und Rampō (蘭方, Holland-Richtung, holländische Methodik, holländische Rezeptur). Kampō bedeutet so viel wie „chinesisches Verfahren“, „chinesische Methodik“, „chinesische Rezeptur“.
Kampō darf heute in Japan anders als die Moxibustion und Akupunktur nur von approbierten Ärzten angewandt werden. Da seit alters her viele der Drogen importiert wurden, begann man in Japan zur Verringerung dieser Abhängigkeit während des 19. Jahrhunderts die wirksamsten Substanzen zu selektieren und einer pharmazeutischen Aufarbeitung zu unterziehen. Dies führte zu einem höheren Nutzungsgrad und geringeren Dosen als in den chinesischen Rezepturen. Zugleich ging die Zahl der verwendeten Drogen zurück. Traditionelle chinesische Apotheken halten zur Herstellung der gängigen Rezepturen einen Drogenvorrat von etwa 500 Einzelsubstanzen. Demgegenüber verwendet die japanische Kampō-Medizin Kombinationspräparate von etwa 250 Drogen. Gesetzliche Vorschriften zwingen die Hersteller zu rigorosen Rückstandskontrollen auf Insektizide und Herbizide sowie zu Überprüfungen auf mikrobiologische Verunreinigungen (z. B. Aflatoxine) und Schwermetallbelastungen.
Neben der körperlichen Untersuchung mit Zungen- und Pulsbeurteilung legen viele Vertreter der Kampō-Medizin großen Wert auf die Bauchdeckendiagnose (Palpation) fukushin (腹診), eine spezifisch japanische Errungenschaft.

## Geschichte
Wie viele andere Disziplinen entwickelte sich in Japan die Heilkunde im engen Austausch mit China. Mit der ab 600 einsetzenden und bis 894 andauernden Entsendung von Gesandtschaften nach China kam auch die chinesische Medizin auf die japanischen Inseln. Das während der Heian-Zeit anhand chinesischer Werke kompilierte Ishinpō (医心方, 982) ist die älteste medizinische Schrift eines japanischen Autors. Über die ersten Jahrhunderte hinweg wurden die chinesischen Lehren weitgehend unverändert übernommen.
Eine nachhaltige eigenständige Sichtweise kam erst im 16. Jahrhundert auf. Sie wurde von dem Mediziner Tashiro Sanki (1465–1537) eingeleitet, der aus China die während der Jin- und der Yuan-Dynastie entwickelten Lehren mitbrachte. Unter seinem Schüler Manase Dōsan (1507–1594) erlebte die von Tashiro begründete „Schulrichtung des späteren Zeitalters“ (Gosei-ha 後世派, auch Goseihō-ha 後世方派), eine starke Systematisierung. Zugleich befreite der Aufschwung dieser neuen Schule die japanische Medizin aus den Fesseln der bisherigen Klostermedizin.
Doch schon bald regte sich Widerstand gegen die mit spekulativen und praxisfernen Elementen durchsetzten „neuen“ Konzeptionen. Eine sich als „Alte Schulrichtung“ (Kohō-ha 古方派) konstituierende Bewegung griff zum einen auf frühe chinesische Klassiker wie das Shanghan-lun (傷寒論, jap. Shōkan-ron) zurück, das die durch Kälte (han, 寒) verursachten Krankheiten diskutiert, und betonten zum anderen die Bedeutung von Beobachtung, Erfahrung und Praxis. Diese Haltung trug auch zur Rezeption der westlichen Medizin bei, sie ermöglichte zugleich die Ausbildung des Fundaments der japanischen Kampō-Medizin.
Der Eklektizismus der japanischen Ärzte während der Edo-Zeit macht eine saubere Grenzziehung zwischen einheimischer, chinesischer und westlicher Medizin schwierig. Moderne Gegenüberstellungen von Ost und West ignorieren nahezu durchweg den komplexen historischen Werdegang. Eine scharfe Trennung wurde erst in der Meiji-Zeit vorgenommen, nachdem die Regierung 1870 den Aufbau des Gesundheitswesens nach deutschem Vorbild beschlossen hatte, hierzu ein Approbationssystem einführte und die traditionelle Medizin nach Kräften eindämmte. Als eine nach langjährigen Auseinandersetzungen entwickelte, ins Parlament eingebrachte Gesetzesvorlage zur Einführung eines einheitlichen Ausbildungsgangs und Approbationsverfahren für traditionelle Medizin 1895 scheiterte, war diese faktisch am Ende ihrer herkömmlichen Entwicklung.

## Modernisierung im 20. Jahrhundert
Die heutige Kampō-Medizin ist das Resultat einer Anfang des 20. Jahrhunderts aufgekommenen Neuinterpretation, die vorwiegend von westlich ausgebildeten Medizinern eingeleitet und vorangetrieben wurde. Im Gegensatz zu den traditionellen Ärzten der vorangehenden Generationen waren sie nicht in der einst üblichen langjährigen Meister-Schüler-Beziehung sozialisiert worden, sondern mussten sich ihre Kenntnisse über das Studium des klassischen Schrifttums und den Kontakt zu den unter starken Einschränkungen leidenden verbliebenen Praktikern aneignen.
Besonders einflussreich waren Wada Keijūrō (1872–1916) mit seinem 1910 veröffentlichten „Eisernen Hammer in der Welt der Medizin“ (Ikai no tettsui) und dessen Schüler Yumoto Kyūshin (1876–1942). Ihre Interpretationen und Konzepte entwickelten sich im Rahmen einer grundsätzlichen Gegenüberstellung der Medizin des Westens und der Ostasiens. Dabei erschlossen sie Bereiche, in denen ihrer Meinung nach die traditionelle Medizin der westlichen Medizin überlegen war. Nach und nach entstand eine Dichotomie, die bis heute nachwirkt. Einen starken Einfluss übte auch der von einem nationalistisch-antiwestlichen Denken geprägte Nakayama Tadanao (1895–1957) mit seinen „Neuen Forschungen zur Kampō-Medizin“ (Kampō-igaku no shin kenkyū, 1927.).
Unter den Vertretern der nachfolgenden Generation ragen Ōtsuka Keisetsu (1900–1980), Mori Dōhaku (1867–1931) sowie dessen Schüler Yakazu Kaku (1893–1966) und Yakazu Dōmei (1905–2002) heraus. Das von letzterem 1936 ins Leben gerufene Kampō Seminar an der „Kolonial Universität“ (Takushoku Daigaku) bildete bis zu seiner Auflösung wie auch die im folgenden Jahr gegründete „Vereinigung für Ostasiatische Medizin“ (Tōa Igakukyōkai) dienten als Fundament für die weitere Entwicklung. Die 1941 von beiden, zusammen mit Kimura Nagahisa und Shimizu Fujitarō (1886–1976) veröffentlichte Praxis der Kampō-Medizin (Kampō shinryō no jissai) baute auf westlichen Krankheitsbezeichnungen auf und erzielten einen starken Einfluss auf den Anwendungsbereich traditioneller Rezepturen.
Während die japanische Regierung in den Kolonien Taiwan, Korea wie auch dem von Japan gegründeten Mandschukuo den Aufbau eines westlich ausgerichteten Medizinalwesens betrieb, versuchten Vertreter der Kampō-Medizin kooperative Beziehungen zu den traditionellen Lagern in diesen Gebieten aufzubauen. Diese Bestrebungen scheiterten jedoch letztlich am mangelnden Verständnis der Lage vor Ort und der dort anschwellenden antijapanischen Stimmung.
Über Jahrhunderte hinweg pflegten die Ärzte nach der Diagnose das jeweilige Mittel am Krankenlager bzw. in ihrer Praxis zuzubereiten. 1893 begann der von westlichen Pharmakopoen und Produktionsverfahren beeindruckte Tsumura Jūsha (1871–1941) mit der Entwicklung standardisierter Kampō-Mittel. Im Zuge der zwanziger Jahre brachte der Pharmahersteller Nagakura getrocknete Dekokte als Granulate auf den Markt. Diese Modernisierung und Standardisierung der Heilmittelproduktion erwies sich als hilfreich für die weitere Akzeptanz der Kampō-Medizin.

## Anwendung
1967 nahm das japanische Gesundheitsministerium vier Kampō-Präparate in die von der Staatlichen Krankenversicherung anerkannten Liste von Heilmitteln auf. 1976 waren es bereits 83 Präparate, inzwischen ist die Zahl auf 148 angestiegen. Die Arzneipflanzen wurden über Jahrhunderte hinweg vom Arzt gemischt und meist in Form eines Absuds (Dekokt) eingenommen. Heute gibt es zahlreiche Fertigdrogen als Granulat bzw. in der Form flüssiger Extrakte. Der japanische Markt wird von den Firmen Tsumura (ツムラ) und Kracie (クラシエ) dominiert.
Auch in Europa gewinnt die japanische Kampo-Medizin durch einschlägige Buchpublikationen, Ausbildungskurse für Ärzte und wissenschaftliche Kongresse nach und nach an Bekanntheit.